# Thomas Telfair
Thomas Telfair (* 2. März 1780 in Savannah, Georgia; † 18. Februar 1818 ebenda) war ein US-amerikanischer Politiker. Zwischen 1813 und 1817 vertrat er den Bundesstaat Georgia im US-Repräsentantenhaus.

## Werdegang
Thomas Telfair war ein Sohn von Edward Telfair (1735–1807), der Delegierter zum Kontinentalkongress und zweimal Gouverneur von Georgia war. Der jüngere Telfair besuchte bis 1805 das Princeton College. Nach einem anschließenden Jurastudium und seiner Zulassung als Rechtsanwalt begann er in Savannah in seinem neuen Beruf zu arbeiten. Gleichzeitig begann er als Mitglied der von Präsident Thomas Jefferson gegründeten Demokratisch-Republikanischen Partei eine politische Laufbahn.
Bei den staatsweit abgehaltenen Kongresswahlen des Jahres 1812 wurde er für das damals neugeschaffene sechste Abgeordnetenmandat von Georgia in das US-Repräsentantenhaus in Washington, D.C. gewählt. Nach einer Wiederwahl im Jahr 1814 konnte er bis zum 3. März 1817 zwei Legislaturperioden im Kongress absolvieren. Der erste Teil seiner Tätigkeit im Kongress wurde durch die Ereignisse des Britisch-Amerikanischen Kriegs geprägt, in dessen Verlauf die Briten zwischenzeitlich Washington besetzen und öffentliche Gebäude niederbrannten.
Thomas Telfair starb weniger als ein Jahr nach seinem Ausscheiden aus dem US-Repräsentantenhaus am 18. Februar 1818 in seiner Geburtsstadt Savannah.